# کیریو ناتیازکو
کیریو ناتیازکو (انگلیسی: Kyrylo Natyazhko؛ زادهٔ ۳۰ نوامبر ۱۹۹۰) بازیکن بسکتبال اهل اوکراین است.